# AVI-8
La marca AVI-8 de relojes y accesorios fue desarrollada en el  Reino Unido a mediados de la década de los 2000 por Dartmouth Brands. Fue concebida para reflejar el estilo de la aviación. Tras su éxito inicial, la marca amplió su colección y sus diseños conmemorando a la Royal Air Force desde la Segunda Guerra Mundial. Cada colección de Avi-8 rinde tributo a una aeronave.